# Явір Марія Іванівна
Марія Іванівна Явір (до шлюбу — Плоха; 2 серпня 1926 , УРСР — 22 квітня 2006, Україна) — радянська працівниця сільського господарства; ланкова колгоспу імені Чкалова Новомосковського району Дніпропетровської області.
За одержання високих урожаїв кукурудзи 4 березня 1949 року відзначена званням Героя Соціалістичної Праці.